# Diaporthe stictostoma
Diaporthe stictostoma är en svampart som beskrevs av Ellis 1883. Diaporthe stictostoma ingår i släktet Diaporthe och familjen Diaporthaceae.   Inga underarter finns listade i Catalogue of Life.